# Xã Twigg, Quận Hamilton, Illinois
Xã Twigg (tiếng Anh: Twigg Township) là một xã thuộc quận Hamilton, tiểu bang Illinois, Hoa Kỳ. Năm 2010, dân số của xã này là 578 người.